# Захарченко, Константин Львович
Константи́н Льво́вич Заха́рченко (англ. Constantine L. Zakhartchenko, 17 января (29 января) 1900, Люблин, Российская империя — 1987, Вашингтон, Округ Колумбия, США) — американский авиаконструктор, участник Первой мировой войны и Гражданской войны в России, русский эмигрант «первой волны».

## Биография
Родился 17 января 1899 года в городе Люблин одноимённой губернии Царства Польского, входившего тогда в состав Российской империи. В 1916 году окончил киевскую гимназию и поступил в Морское училище в Петрограде.

### Первая мировая война и революция
Летом 1917 года гардемарином впервые принял участие в боевых действиях на море. Осенью того же года вместе с другими учащимися кадетского училища был направлен для продолжения учебы и службы во Владивосток и определён на вспомогательный крейсер «Орёл».
Во время октябрьского переворота крейсер вместе с миноносцами «Бойкий» и «Грозный» находился в плавании, в Нагасаки. Узнав о перевороте в Петрограде, команда корабля восстала, но офицерам и гардемаринам, в числе которых был Захарченко, удалось разоружить мятежников. После этого инцидента корабль отправился в Гонконг, где судно и экипаж перешли в подчинение белогвардейского командования. Захарченко остался в экипаже «Орла», который в 1918 году был включён во флот адмирала Колчака, разоружён и превращён в учебный транспорт. В декабре 1919 года корабль вернулся во Владивосток. Во время службы на «Орле» был произведен в чин мичмана и награждён Георгиевским крестом 4-й степени. В 1920 году, после поражения Колчака, «Орел» ушёл в Средиземное море, а часть его команды, в том числе и Захарченко, высадилась в Калькутте.

### Эмиграция в США
Захарченко решил эмигрировать в США и отправился из Калькутты в Нью-Йорк, где получил помощь в Морской миссии при Российском посольстве. В 1921 году поступил на авиационное отделение Массачусетского технологического института. Будучи студентом, с 1923 года он работал в различных авиационных фирмах, начав свою деятельность в этой отрасли с должности чертежника.
После получения в 1925 году диплома инженера по аэронавтике Захарченко занял должность ведущего конструктора в небольшой авиационной фирме «Kaess Aircraft» расположенной на Лонг-Айленде и принадлежащей эксцентричному миллионеру и американскому авиационному меценату Чарльзу Альберту Левину. Летом 1926 года Захарченко пригласил в фирму своего товарища по петроградскому Морскому училищу, авиаинженера Илью Ислямова. Вместе они строили двухмоторный биплан, но из-за причуд Левина аппарат достроен не был, а фирма закрылась. Параллельно Захарченко работал в «Wright Aeronautical» — фирме, в своё время основанной братьями Райт.
В 1928 году Джеймс Макдоннелл предложил своим бывшим однокашникам по институту — Константину Захарченко и Джеймсу Коулингу — создать собственную фирму. 15 ноября 1929 года в воздух поднялся разработанный ими двухместный спортивно-туристический самолет «Doodlebug» . Однако из-за начала Великой депрессии предприятие пришлось закрыть.
В начале 1930-х Захарченко работал заместителем главного конструктора Бориса Вячеславовича Корвин-Круковского в «Edo Aircraft Corporation», расположенной в Колледж-Пойнт. Фирма занималась производством гидросамолётов и комплектующих к ним.

### Работа в Китае

К. Л. Захарченко, генерал Джоу и С. Х. Дэй на фоне «Фусина»

В 1934 году к Захарченко обратились представители Китайской Республики с предложением организовать у них авиационное конструкторское бюро и заказом на разработку и постройку серийного цельнометаллического бомбардировщика. Захарченко принял это предложение, и в июле 1934 года он вместе с ещё тремя американскими авиаинженерами отправился из Калифорнии в Гуандун.
По прибытии в Гуанчжоу выяснилось, что, прежде чем заняться конструированием и постройкой заказанного самолёта, необходимо было возвести сам завод, главным инженером которого и был назначен Захарченко (по другой версии он был помощником главного инженера). Предприятие было развёрнуто в 100 км от Гуанчжоу и получило название «Шаогуаньский авиастроительный завод». Строительство корпусов завода длилось почти год с момента приезда авиаконструктора в Китай. Кроме того, в процессе работы над проектом стало ясно, что китайские власти не могут обеспечить завод необходимым количеством авиаспециалистов, как было предусмотрено в контракте, и имеются серьёзные трудности с производством металлических запчастей. Вскоре Захарченко понял, что конструирование бомбардировщика при таком обеспечении затянется в лучшем случае до 1938 года, и к тому моменту самолёт уже морально устареет. Исходя из этого он предложил командованию китайской авиацией несколько вариантов других самолётов, которые он мог создать и производить на имеющейся ресурсной базе.
Контракт был пересмотрен, и Захарченко начал конструировать двухместный истребитель-биплан, получивший название «Фусин» («Возрождение»). Разработку проекта и чертежи завершили в январе 1935 года, а уже в апреле у Захарченко имелось всё необходимое для сборки 20 самолётов — 10 учебно-тренировочных и 10 многоцелевых, которые предполагалось использовать как истребители, лёгкие бомбардировщики и фоторазведчики. Официально завод приступил к работе 1 декабря 1935 года. Первый «Фусин» поднялся в воздух 20 мая 1936 года и показал отличные лётные данные, никаких существенных доработок конструкции не потребовалось. Первые 5 самолётов были построены в январе 1937 года, после чего программа была законсервирована до сентября. Параллельно с «Фусином» конструктор разработал ещё один учебно-тренировочный самолёт — свободнонесущий низкоплан, получивший название XT-2 (также фигурирует как AT-2). Фюзеляж машины имел оригинальную конструктивно-силовую схему с использованием многослойной бамбуковой обшивки.
Весной 1937 года завод получил новое задание — сборку 30 новых «Хоуков», лицензию на производство которых получил Китай. Захарченко организовал производственный процесс, и к моменту начала второй японо-китайской войны (7 июля) было собрано 4 самолёта. С августа завод стал объектом бомбардировок, но работа не остановилась — шла сборка «Хоуков» и, более того, была расконсервирована программа по производству и доработке «Фусинов». Кроме того, с начала войны Захарченко начал активно изучать трофейную японскую технику. В начале 1939 года, с началом японского наступления на юге Китая, завод и весь его персонал были эвакуированы в Куньмин, провинция Юньнань, а само предприятие было переименовано в «1-й самолётостроительный завод ВВС» (также фигурируют названия Shiuchow Aircraft Works и Куньминский завод). К апрелю 1939 года под руководством Захарченко было собрано 44 «Хоука III», из которых 14 — только из деталей подбитых машин.
С 1937 по 1939 год Захарченко принимал участие в создании китайского истребителя «Чжун 28-И» (28-2), являющегося по сути воспроизведённой копией советского И-15, с установленным на него американским двигателем Wright Cyclone. В ходе работы над проектом, несмотря на свои антикоммунистические взгляды, Захарченко несколько раз встречался с советскими военными советниками. При конструировании «Чжун 28-Цзя» (28-1), копии И-16, и «Чжун 28-И» применялась идея Захарова с использованием трёхслойной бамбуковой обшивки.
В начале 1940-х под руководством Захарченко началось проектирование ещё одного истребителя-моноплана — «Экспериментального истребителя № 1», сокращённо XP-1. Его основными особенностями было «крыло обратной чайки» и автоматические предкрылки. Фюзеляж и консоли предполагалось сделать деревянными, а носовую часть металлической, в качестве двигателя использовался всё тот же Wright Cyclone.
В 1940 году конструктор был назначен на должность технического советника и члена Бюро по аэронавтике при правительстве Чан Кайши. В последние годы своего пребывания в Китае Захарченко занялся разработкой ракетного оружия. В 1943 году он покинул Китайскую Республику, отправившись назад, в США. За свой вклад в авиапромышленность Поднебесной и борьбу с японцами он был награждён одной из высших наград страны — орденом Национальной Славы. «Фусин» же вошёл в историю как первый китайский серийный самолёт собственной постройки.
Несмотря на отъезд генерального конструктора, проект XP-1 продолжил своё существование. Разработку и постройку самолёта полностью взяли на себя китайские авиаконструкторы, и первый из двух заложенных самолётов был построен к началу 1945 года. Самолёт оказался перетяжелён и не соответствовал изначально запланированным характеристикам. В первом полёте на высоте 400 метров возникли проблемы с устойчивостью и управляемостью, а во втором вылете самолёт потерял скорость и упал на Гуйян, пилот погиб. Достоверно неизвестно, были ли ошибки, приведшие к трагедии, допущены Захарченко при проектировании, или они появились уже после него, на стадии доработки проекта китайскими инженерами.

### Конструирование вертолётов в McDonnell Corp.

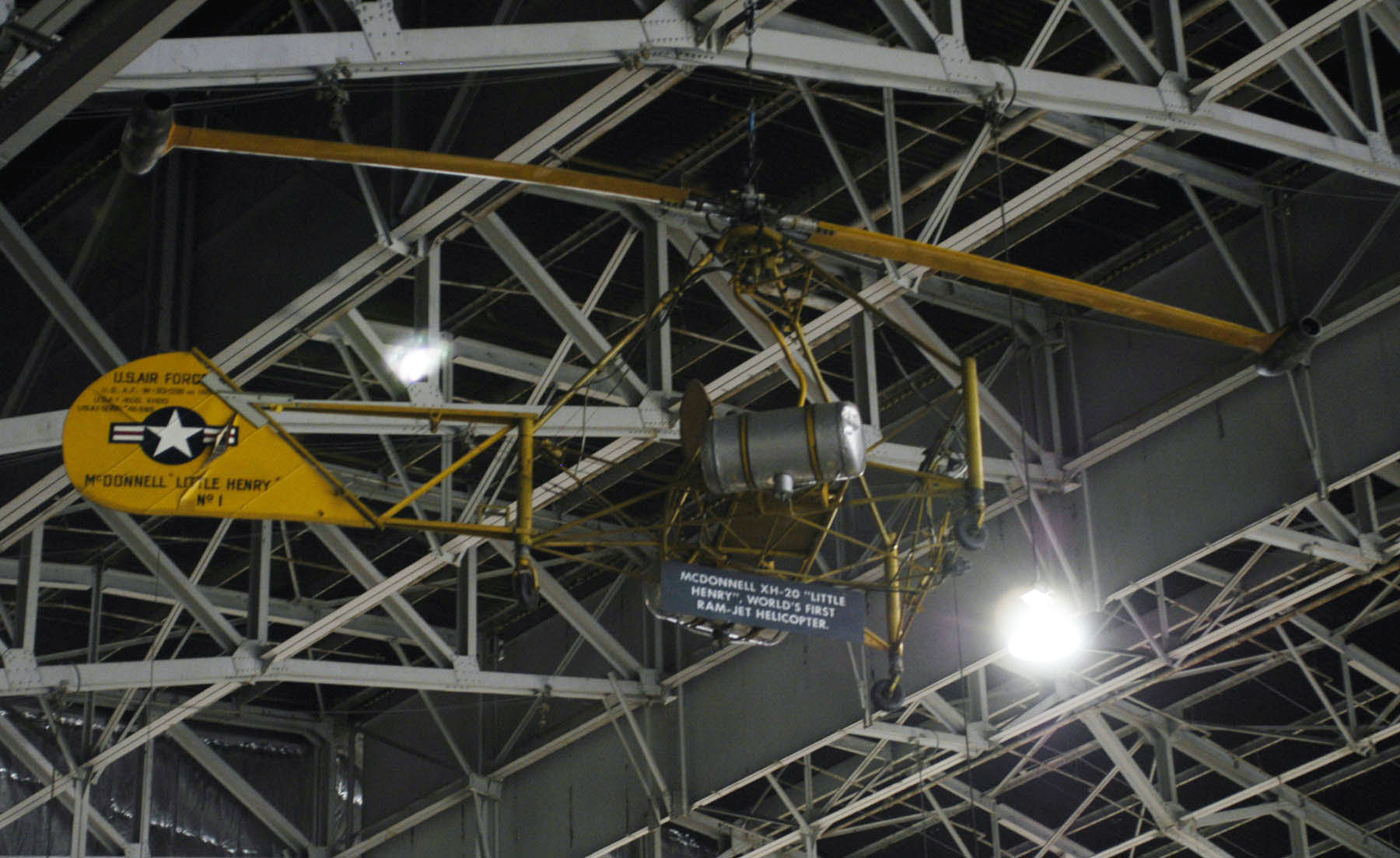
XH-20 «Little Henry»

В 1939 году Джеймс Макдоннелл воссоздал свою авиастроительную фирму и не замедлил разыскать своего институтского товарища. Захарченко откликнулся на его предложение и согласился возобновить совместную работу, но вернулся в США лишь в 1943 году. Поступив на работу «McDonnell Aircraft Corporation» он переехал в Сент-Луис и занял должность главного конструктора научно-исследовательского отделения по вертолетам и двигателям.
Под его руководством в 1946 году был построен двухмоторный вертолёт McDonnell XHJD-1 «Whirlaway» (Model 37), в ходе испытаний которого конструктору удалось решить ряд сложнейших проблем, характерных для аппаратов двухвинтовой поперечной схемы. Вертолёт поднялся в воздух 25 апреля 1946 года. Воздушный гигант оставался самым большим вертолетом в мире вплоть до осени 1948 года, когда при участии другого выходца из Российской империи — Якова Шапиро — в Великобритании был построен трёхвинтовой Cierva W.11 Air Horse.
29 августа 1947 года в воздух поднялся второй вертолёт, сконструированный Захарченко — McDonnell XH-20 Little Henry — первый в мире вертолет с реактивным приводом несущего винта, приводимого в движение посредством прямоточных воздушно-реактивных двигателей, установленных на концах лопастей. Конструкция представляла собой стальную раму с установленными на ней креслом для пилота и топливными баками, весил вертолёт всего лишь 125 кг. Относившийся к классу сверхлегких одноместных «воздушных мотоциклов» аппарат стал самым маленьким на то время вертолётом. Всего было построено два вертолёта этой модели и один его двухместный вариант McDonnell XH-29 (XH-20A). Первый XH-20 с июня 1953 года находится в экспозиции национального музея ВВС США.
Параллельно с постройкой вертолетов Захарченко продолжил исследования в области ракетной техники и реактивных двигателей и активно сотрудничал с аэродинамической лабораторией Корнеллского университета. Он стал одним из разработчиков форсажной камеры реактивного двигателя. В годы работы на «McDonnell Corp.» конструктор женился, а в 1947 году принял американское гражданство. В 1948 году Захарченко ушёл из компании Макдоннелла и переехал в Вашингтон.

### Дальнейшая судьба
В 1950-1956 годах Константин Захарченко работал техническим директором производственного департамента управления экспериментального артиллерийского вооружения ВМС США при командование Потомакского речного флота ВМС. Участвовал в разработке крылатой ракеты Fairchild AUM-N-2 Petrel. В 1956 году, за успехи в служении государству был награжден Медалью ВМС США «За выдающуюся гражданскую службу».
В 1956-1976 годах работал консультантом правительственного Агентства по заказам ракетной техники, а также ряда государственных организаций, включая Министерство обороны и Библиотеку Конгресса США. Всю свою жизнь Захарченко интересовался русской историей и внимательно следил за развитием техники и событиями в СССР, оставаясь при этом врагом советской власти. Константин Львович Захарченко умер в 1987 году, в городе Вашингтон.

## Наследие
Из его документов, личного фотоархива и переписки была создана коллекция, которая хранится в Троицкой духовной семинарии в Нью-Йорке. Часть коллекции переведена в микрофильмы, которые хранятся в Гуверовском институте. Благодаря гранту Национального фонда развития гуманитарных наук США в 2008 году опись коллекции была оцифрована и выложена в открытый доступ в Интернет.